# Аваджи (остров)
Вижте пояснителната страница за други значения на Аваджи.
Аваджи (на японски: 淡路島, по английската Система на Хепбърн Awaji-shima, Аваджи-шима) е остров в състава на префектура Хього, Япония, разположен в източната част на Вътрешно японско море между островите Хоншу и Шикоку. Като транзитна точка между тези два острова, името Аваджи означава „път към Ава“., историческа провинция, граничеща с Шикоку.